# Pertinace
Cesare Publio Elvio Pertinace Augusto (in latino Caesar Publius Helvius Pertinax Augustus; Alba, 1º agosto 126 – Roma, 28 marzo 193) è stato un imperatore romano.
Pertinace fu proclamato princeps il 1º gennaio 193 e regnò per tre mesi, prima di essere assassinato dai pretoriani il 28 marzo 193. Successivamente venne divinizzato.

## Biografia

### Origini familiari
La sua carriera prima di divenire imperatore, come si trova documentata nella Historia Augusta, è confermata da iscrizioni che si possono ritrovare in molti luoghi.
Nacque ad Alba Pompeia (l'odierna Alba, in provincia di Cuneo), nella Regio IX Liguria, figlio della facoltosa matrona Lollia Acilia e di Publio Elvio Successus, un liberto originario di Vada Sabatia (l'odierna Vado Ligure, in provincia di Savona); il padre commerciava in legnami e possedeva forni per la fabbricazione di anfore.
Pertinace svolse dapprima l'attività d'insegnante di grammatica dopodiché, grazie all'intercessione d'un patrocinatore, intraprese fruttuosamente la carriera militare, arrivando a ricoprire il grado di prefetto della cohors IIII Gallorum equitata di stanza in Rezia.

### Carriera militare
Iniziò la carriera militare come cavaliere e fu posto al comando (praefectus cohortis) di una coorte di fanteria ausiliaria in Siria negli anni compresi tra il 157 ed il 162; si trattava molto probabilmente della Cohors VII Gallorum. Dopo essersi distinto nella guerra contro i Parti di Lucio Vero (162-166), venne promosso ed inviato in Britannia, prima come praepositus della Cohors I o II Tungrorum (163-164?) e poi come tribuno angusticlavio della Legio VI Victrix (164-166?). In seguito, attorno al 167, lo troviamo lungo il Danubio come praefectus alae della ala I Flavia Augusta Britannica milliaria che era dislocata a Sirmium, sotto il comando dell'allora legatus Augusti pro praetore Tiberio Claudio Pompeiano, del quale divenne grande amico e suo protetto.
Negli anni successivi servì prima come procurator Augusti ad Alimenta nella Regio VIII Aemilia (per la logistica delle operazioni militari degli anni 167-168 durante le guerre marcomanniche), poi come praefectus classis Germanica di stanza a Colonia Agrippina (poco prima del 169), ed infine come procuratore ducenarius (con uno stipendium di 200.000 sesterzi) delle tre Dacie (nel 169-170).
A questo punto della carriera, cadde in disgrazia e venne rimosso dall'incarico di procurator Augusti in Dacia, vittima probabilmente di intrighi di corte durante il regno di Marco Aurelio, ma subito dopo fu richiamato per assistere Claudio Pompeiano nella guerra contro i Germani, ottenendo importanti successi in Pannonia inferiore e in Dacia (nel 170), forse con il grado di legatus legionis o di dux di un esercito formato da alcune vexillationes affidategli dal suo patrono. Per questi successi l'imperatore romano, Marco Aurelio, gli ottenne un'adlectio in senato e, per compensare l'ingiustizia subita precedentemente (iniuria), venne promosso tra i pretorii.
In seguito sembra abbia affiancato nuovamente Pompeiano in operazioni militari per scacciare le genti germaniche da Norico e Rezia, ottenendo l'incarico di legatus legionis della I Adiutrix (171-172), normalmente di stanza a Brigetio. Sembra che abbia combattuto poco dopo lungo il fronte danubiano contro i Naristi (in bello Naristarum) che a quell'epoca si trovavano di fronte alle province romane di Norico e Pannonia superiore.
Nel 175 ricevette per gli alti meriti militari conseguiti negli anni precedenti la nomina a console. Ottenne quindi l'incarico di governare entrambe le due Mesie (Superior et Inferior), per poi accompagnare, come comes Augusti, Marco Aurelio a causa dell'usurpazione in Oriente di Avidio Cassio (primavera del 175). Poco dopo fece ritorno lungo il fronte danubiano e continuò ad amministrare entrambe le due province di Mesia, almeno fino al 178/179.
Divenne quindi governatore delle Tres Daciae nel 179/180. Subito dopo questo incarico venne nominato legatus Augusti pro praetore della Siria dove rimase fino a non più tardi del 183, quando venne richiamato dal prefetto del pretorio Tigidio Perenne e sostituito da Gaio Domizio Destro. La Historia Augusta racconta che egli fu costretto a ritirarsi nei suoi possedimenti nella natìa Alba Pompeia.
La morte di Perenne permise a Pertinace di ritornare alla ribalta in seno alla corte di Commodo, anche grazie alla necessità dell'imperatore di reprimere gli ammutinamenti militari che erano scoppiati nel 184 in Britannia. Fu così che la sua carriera riprese e venne nominato governatore dell'isola, dove si recò poco dopo, riuscendo a sedare la rivolta. Qui sembra rimase dal 185 al 187/188. Una volta tornato a Roma, venne nominato praefectus Urbis (189) e poco dopo proconsole d'Africa (190). Ebbe quindi un secondo consolato, questa volta ordinario, avendo come collega lo stesso imperatore Commodo nel 192. In seguito venne nominato imperatore dal prefetto del pretorio Quinto Emilio Leto e dal cubicolario Ecletto dopo che Commodo fu assassinato l'ultimo giorno di quell'anno (31 dicembre del 192).

### Il principato (193)
Quello di Pertinace fu un regno corto e inquieto. Devotissimo al Senato, tanto da pensare in un primo momento di cedere il trono al nobile senatore Acilio Glabrione, egli trovò le finanze esauste e tentò di imitare i risparmi di Marco Aurelio, cercando di riformare le distribuzioni di alimenti e di terre, ma si scontrò con l'antagonismo di molti quartieri.
Gli scrittori antichi precisano come la guardia pretoriana si aspettasse la liquidazione di tutti i ministri e fiancheggiatori di Commodo, la confisca dei loro beni e di conseguenza generosi doni con la salita al trono di Pertinace. Pertinace invece non intendeva sanzionare chi aveva semplicemente obbedito per dovere all'imperatore.
I pretoriani delusi si agitarono fino a che Pertinace non distribuì loro del denaro, spendendo dalle proprietà di Commodo, inclusi concubine e ragazzi che Commodo aveva tenuto presso di sé per il suo piacere sessuale. Pertinace successivamente scoprì all'ultimo momento una cospirazione di un gruppo che voleva sostituirlo e ne fece uccidere tutti i congiurati.
Ma una seconda cospirazione finì, il 28 marzo dell'anno 193, con il suo assassinio. La guardia pretoriana assalì il palazzo imperiale. Abbandonato dalle sue guardie, Pertinace non cercò di fuggire, ma attese l'assalto assieme al suo segretario Ecletto. In un primo momento i soldati si fermarono di fronte al grande coraggio e alle parole di Pertinace, ma un certo Tungas, dopo averli incitati, scagliò la lancia e trafisse al petto l’imperatore. Pertinace cadde e si velò il capo, rivolgendo un'ultima preghiera a Giove Vendicatore. I soldati lo finirono con i pugnali mentre Ecletto combatteva coraggiosamente, trafiggendo due soldati prima di essere anche lui ucciso. I pretoriani decapitarono Pertinace e infilarono la sua testa su una lancia, per poi sfilare per le strade di Roma.
Pertinace sembrava essere cosciente del pericolo che correva assumendo il potere: per questo rifiutò gli attributi imperiali per la moglie e per il figlio Publio Elvio, per proteggerli dalle conseguenze di un suo eventuale assassinio.
Niccolò Machiavelli ne Il Principe (cap. XIX Come evitare il disprezzo e l'odio) sostiene che Pertinace era un amante della giustizia e della pace. Ma fu l'amore per questi ideali a condurlo alla morte. Durante l'antica Roma infatti i soldati apprezzavano molto di più i principi dall'animo bellicoso che dessero sfogo alla loro rapacità. Per mantenere il potere era dunque necessario assecondare la corruzione dei soldati, cosa che l'onesto Pertinace, suo malgrado, non fece. Per questo Machiavelli sottolinea che Pertinace è un chiaro esempio di come ci si può procurare odio anche a causa della troppa onestà, in quanto nell'arte di governare bisogna essere pronti a "essere non buoni" se le circostanze lo richiedono.

## Il successore e la guerra civile
Dopo aver vinto una vera e propria asta indetta dai pretoriani il ricchissimo senatore Didio Giuliano si proclamò quindi nuovo imperatore, atto che scatenò una breve guerra civile per la successione, al termine della quale Settimio Severo sconfisse Clodio Albino e Pescennio Nigro e fu acclamato imperatore nell'anno 193. Alla sua salita al potere, Settimio Severo riconobbe Pertinace come legittimo imperatore, e non solo fece pressioni sul Senato perché concedesse l'apoteosi e i funerali di stato. Come nuova divinità assunta al cielo (Divus) a Pertinace per qualche tempo furono organizzati giochi per l'anniversario della salita al potere e per il giorno della sua nascita (1º agosto).